# Amka
Amka (hebr. עמקה; ang. Amqa) – moszaw położony w Samorządzie Regionu Matte Aszer, w Dystrykcie Północnym, w Izraelu.

## Położenie
Moszaw Amka jest położony na wysokości 74 metrów n.p.m. na wzgórzach Zachodniej Galilei, w odległości 6 km na wschód od wybrzeża Morza Śródziemnego. Okoliczny teren łagodnie opada w kierunku zachodnim na równinę przybrzeżną Izraela. Na północ od osady przepływa strumień Bet ha-Emek, do którego wpada strumień Jechiam. Wzgórza wznoszą się w kierunku wschodnim do Górnej Galilei. W otoczeniu moszawu Amka znajdują się miejscowości Januch-Dżat, Jirka, Kafr Jasif i Mazra’a, moszawy Regba i Netiw ha-Szajjara, kibuce Bet ha-Emek, Ewron, Kabri i Gaton, wioski komunalne Kelil, Aszerat i Newe Ziw, oraz arabska wioska Szajch Dannun.

### Podział administracyjny
Amka jest położona w Samorządzie Regionu Matte Aszer, w Poddystrykcie Akka, w Dystrykcie Północnym.

## Demografia
Stałymi mieszkańcami moszawu są wyłącznie Żydzi. Tutejsza populacja jest religijna, chociaż mieszkają tutaj osoby nie zaangażowane głęboko w judaizm:

Źródło danych: Central Bureau of Statistics.

## Historia
Miejsce to jest utożsamiane z lokalizacją biblijnego miasta Bet-Haemek. W okresie panowania rzymskiego miasto nazywało się Kefar Amka, a w czasach krzyżowców nazywano je Amca. Nazwa ta przetrwała w arabskiej wiosce al-Amka, która przez kolejne lata rozwijała się w tym obszarze. W wyniku I wojny światowej w 1918 roku cała Palestyna przeszła pod panowanie Brytyjczyków, którzy utworzyli Mandat Palestyny. Przyjęta 29 listopada 1947 roku Rezolucja Zgromadzenia Ogólnego ONZ nr 181 przyznała te tereny państwu arabskiemu. Podczas wojny domowej w Mandacie Palestyny w 1948 roku w okolicy operowały siły Arabskiej Armii Wyzwoleńczej, które paraliżowały żydowską komunikację w całej Galilei. Podczas I wojny izraelsko-arabskiej Izraelczycy przeprowadzili w lipcu 1948 roku operację „Dekel”, podczas której w dniu 10 lipca zajęli wioskę al-Amka. Wszystkich mieszkańców wysiedlono, a następnie wyburzono jej domy.
Współczesny moszaw został założony w 1949 roku przez żydowskich imigrantów z Jemenu.

## Edukacja
Moszaw utrzymuje przedszkole. Starsze dzieci są dowożone do szkoły podstawowej i średniej w kibucu Kabri.

## Kultura i sport
W moszawie znajduje się ośrodek kultury z biblioteką. Moszaw jest ośrodkiem kultury Żydów jemeńskiej. Z obiektów sportowych jest boisko do piłki nożnej, boisko do koszykówki oraz siłownia.

## Infrastruktura
W moszawie jest przychodnia zdrowia, sklep wielobranżowy i warsztat mechaniczny. Są tutaj cztery jemeńskie synagogi oraz mykwa.

## Gospodarka
Gospodarka moszawu opiera się na rolnictwie i sadownictwie. Uprawia się awokado, banany i oliwki. Jest tutaj także ferma drobiu oraz obora bydła mlecznego.

## Transport
Z moszawu wyjeżdża się lokalną drogą w kierunku południowo-zachodnim do wioski komunalnej Aszerat, za którą wjeżdża się na drogę nr 70, którą jadąc na północ dojeżdża się do skrzyżowania z drogą nr 8721 (prowadzi na wschód do wioski Klil) i dalej do moszawu Netiw ha-Szajjara oraz arabskiej wioski Szajch Dannun. Natomiast jadąc drogą nr 70 na południe dojeżdża się do kibucu Bet ha-Emek lub dalej do miejscowości Kafr Jasif.